# Adoxia foveigera
Adoxia foveigera là một loài bọ cánh cứng trong họ Chrysomelidae. Loài này được Broun miêu tả khoa học năm 1913.